# (41488) Sindbad
(41488) Sindbad ist ein Asteroid des äußeren Hauptgürtels, der am 29. August 2000 vom australischen Amateurastronomen John Broughton am Reedy-Creek-Observatorium (IAU-Code 428) entdeckt wurde. Das Observatorium befindet sich im Ortsteil Reedy Creek der Stadt Gold Coast in Queensland.
Der mittlere Durchmesser des Asteroiden wurde mit 18,149 (±0,210) km berechnet.
(41488) Sindbad wurde am 19. Februar 2006 nach Sindbad dem Seefahrer aus der Erzählungssammlung Tausendundeine Nacht benannt. 1982 war ebenfalls ein Einschlagkrater auf dem Saturnmond Enceladus nach Sindbad benannt worden: Enceladuskrater Sindbad.